# Flugplatz Krasny Kut

i7
i11
i13
Der Flugplatz Krasny Kut (ICAO-Code: UWSK) ist ein öffentlicher Flugsportplatz etwa einen Kilometer nördlich der Stadt Krasny Kut in der Oblast Saratow in Russland. Auf dem Flugplatz befindet sich eine zivile Fliegerschule.